# NGC 2776
NGC 2776 (другие обозначения — UGC 4838, IRAS09089+4509, MCG 8-17-56, KARA 314, ZWG 238.20, KUG 0908+451, PGC 25946) — спиральная галактика с перемычкой (SBc) в созвездии Рысь.
Этот объект входит в число перечисленных в оригинальной редакции «Нового общего каталога».
На синих и красных фотографиях галактики показано ядро, окружённое спиральными рукавами, тянущимися далеко друг от друга. В рукавах наблюдается увеличение отношения запрещённых линий H-альфа/N II.